# Karhorn
Das Karhorn ist ein 2416 m ü. A. hoher Berg im Lechquellengebirge. Es ist der Hauptgipfel der nach ihm benannten Karhorngruppe. Es liegt südwestlich von Warth zwischen dem Auenfelder Horn im Nordwesten und dem Warther Horn im Nordosten.
Der Westgipfel des Karhorns trug im Mittelalter den Namen Durechelenstein („durchlöcherter Stein“), dokumentiert in einer Schenkungsurkunde Heinrichs IV. an das Hochstift Augsburg von 1059. Der Name war in Vergessenheit geraten, so dass in der Wissenschaft auch über den in der Urkunde niedergelegten Grenzverlauf Unklarheit bestand. Erst Walther Flaig hat den Westgipfel des Karhorns, der tatsächlich ein Loch hat, wieder mit dem Durechelenstein der Urkunde identifiziert und ihm den alten Namen zurückgegeben. Er hat sich allerdings noch nicht wieder durchgesetzt.

## Besteigung
Das Karhorn kann vom Auenfelder Sattel auf einem markierten Steig über den Südsporn in alpiner Schwierigkeit UIAA I bestiegen werden oder über den Karhorn-Klettersteig, einen mittelschweren Klettersteig, aus dem Wartherhornsattel (2193 m) zwischen Karhorn und Warther Horn.

Auenfeld Hochtannberg